# Francisco de los Santos

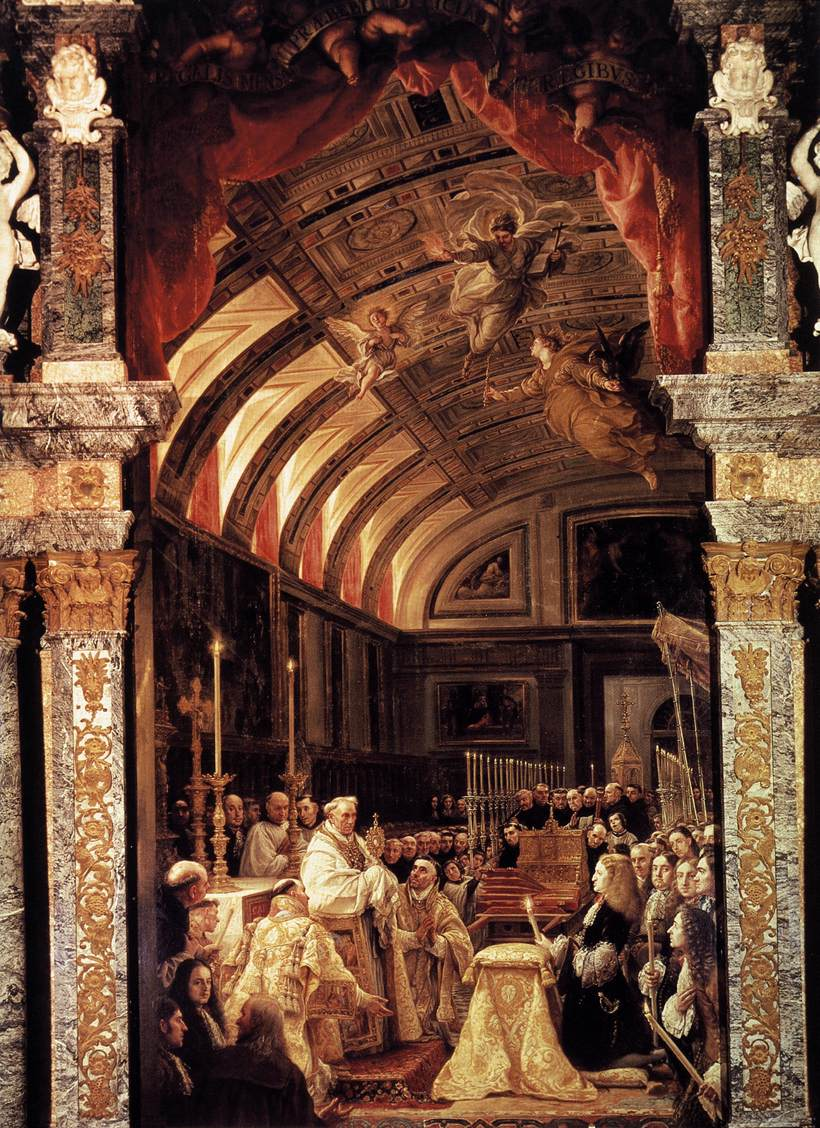
Claudio Coello, La Forme Sacrée, 1685-1690, Monastère de l'Escurial. Le père Francisco, comme prieur du monastère semble peint portant l'ostensoir devant Charles II d'Espagne.

Francisco de los Santos (?-1699) est un religieux, musicien, écrivain et historien espagnol, membre de l'Ordre de Saint-Jérôme.

## Éléments biographiques
Lecteur des Saintes Écritures au monastère de l'Escurial, deux fois prieur du monastère (1681-1687 et 1697-1699) et Visiteur général de Castille et León,
il continua l'histoire de l'ordre initiée par José de Sigüenza (es), en achevant en 1680 la Quatrième partie de l’Histoire de l'Ordre de Saint Jérôme, en plus de composer des sacrements dont les manuscrits sont conservés à la Bibliothèque nationale d'Espagne. Le père pourrait avoir été peintre, certaines copies de toiles de Raphaël dans le monastère lui sont attribuées.
Il publia en 1657 à l'imprimerie royale la Description brève du monastère de S. Lorenzo el real del Escorial, unique merveille du monde ; fabriquée par le prudentissime Roi Philippe Second: Maintenant nouvellement couronné par le catholique Roi Philippe quatre le Grand avec la majestueuse œuvre de la Chapelle insigne du Panthéon. et translation vers elle des Corps Royaux. C'est le premier guide historique et artistique d'un monument espagnol, illustré par de splendides gravures de Pedro de Villafranca (es). Le livre est en deux parties et un appendice. La première partie est  un résumé des très complètes descriptions du  père Sigüenza en son Histoire de la fondation du monastère de l'Escurial et incorporée à son Histoire de l'Ordre de Saint Jérôme . La seconde partie et la plus originale est dédiée intégralement au Panthéon, avec des détails de sa construction et de ses décorations, avec un résumé statistique des chambres, toiles, patios et autres éléments du monastère. 
La Description fut rééditée en 1167, 1681 et 1698, avec une attention spéciale sur les toiles, avec des informations sur celles peintes par Diego Velázquez sur ordre du roi, et d'une grande partie de celles venant des ventes aux enchères de Charles II d'Angleterre. L'ouvrage détaille les salles où furent disposées ces toiles dans le monastère, tel un authentique musée ouvert. 
Un abrégé de l'ouvrage fut traduit en anglais peu après par un serviteur du Comte de Sandwich, et fut édité à Londres en 1671 sous le titre The Escurial; or, a Description of that wonder of the world for architecture…, puis une version complète fut éditée en 1760 , A description of the Royal Palace, and monastery of St. Laurence, called the Escurial. Enfin, un extrait fut publié, toujours à Londres mais en espagnol, sortie en 1746 complété par des informations d'Antonio Palomino  dans un guide titré : Las ciudades, iglesias y conventos de España, donde ay obras de los pintores y estatuarios eminentes españoles, puestos en orden alfabético con sus obras puestas en sus propios lugares por Don Palomino Velasco y Francisco de los Santos (« Les villes, églises et couvents d'Espagne, où il y a des œuvres des peintres et des sculpteurs espagnols éminents, classés par ordre alphabétique avec leurs œuvres mises dans leurs lieux par Don Palomino Velasco y Francisco de los Santos ») .
Vers 1695, un petit feuillé fut mis à jour. Il était sans indication de lieu ni de date, et était dédié aux peintures de Luca Giordano dans les escaliers et salles de l'église. Il expliquait leurs thèmes et a pu être suggéré par  Francisco de los Santos : Descripción de las excelentes pinturas al fresco con que la Magestad del Rey Nuestro Señor Carlos Segundo (que Dios guarde) ha mandado aumentar el adorno del Real Monasterio de S. Lorenço del Escorial.